# Annex
株式會社Annex（舊稱株式会社杰尼斯岛屿-日語： / 英語：）是日本一家娱乐公司。该公司由杰尼斯事务所（今SMILE-UP.）全资所有并由前V6组合的成员井之原快彥担任公司代表董事兼社長，主要负责小杰尼斯的培养及运营。2023年11月17日，公司更名為「株式会社Annex」。

## 歷史

杰尼斯岛屿時期LOGO

作为杰尼斯事务所全资子公司的株式会社杰尼斯岛屿成立于2019年1月15日。这是一家专门制作小杰尼斯舞台表演及现场实况录像作品的公司，同是也负责对新人的发掘及培养等。公司总裁为泷泽秀明，他原本是杰尼斯事务所旗下双人男子偶像组合泷与翼的成员。2018年9月10日，泷与翼宣布解散；同年年底，泷泽秀明宣布退出娱乐圈而专注于艺人的培养与制作。杰尼斯事务所时任董事长约翰尼·喜多川也是本公司的董事长。
2019年3月1日，負責运营的小杰尼斯专属娱乐视频网站“岛屿电视”正式上线。这打破了杰尼斯事务所旗下CD出道艺人从不在网络进行视频分发的惯例。2019年5月30日，杰尼斯岛屿在西武涩谷店B馆开设了“杰尼斯岛屿店铺（Johnnys' ISLAND STORE）”，这是一家仅贩售小杰尼斯相关周边的店铺，与传统的杰尼斯店有所区别。7月20日，店铺网络版“杰尼斯岛屿网店（Johnnys' ISLAND STORE ONLINE）”正式运营。此外，在视频、音乐及书籍领域，杰尼斯岛屿也推出了厂牌。
2022年9月26日，瀧澤秀明辭任後，由井之原快彥（前V6成員、現在20th Century成員）繼任。
2023年11月17日，SMILE-UP.官方網站宣佈杰尼斯岛屿公司名稱變更為「株式会社Annex」。